# Manuel Calvente

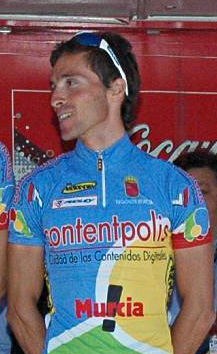
Manuel Calvente (2008)

Manuel Calvente Gorbas (* 14. August 1976 in Granada) ist ein ehemaliger spanischer Radrennfahrer.
Manuel Calvente begann seine Profikarriere 2002. Der größte Erfolg seiner Laufbahn war der Sieg bei der Vuelta a La Rioja 2008. Einmal, 2006, bestritt er die Tour de France, einmal den Giro d’Italia (2002) und viermal die Vuelta a España (2003, 2004, 2005 und 2006).
Am Ende der Saison 2010 beendete Calvente seine Karriere als Berufsradfahrer.

## Erfolge
2000
- Vuelta Castilla y Leon und zwei Etappen (U23)

2008
- Vuelta a La Rioja

## Teams
- 2002 Team CSC-Tiscali
- 2003–2005 Team CSC
- 2006–2007 Agritubel
- 2008 Contentpolis-Murcia
- 2009–2010 Andalucia-Cajasur